# Internationale Niedersachsen-Rundfahrt der Junioren 2009
Die Internationale Niedersachsen-Rundfahrt der Junioren 2009 fand vom 24. bis 26. Juli 2009 statt.

## Verlauf
Die erste Etappe gewann der Niederländer Bas Krauwel vor den beiden Deutschen Nikias Arndt und dem Ron Pfeifer. Dazu kamen noch drei weitere Deutsche mit Michel Koch, Daniel Klemme und Christopher Hatz. Bei der zweiten Etappe gewann der Belgier Guillaume Van Keirsbulck erneut vor zwei Deutschen mit Nikias Arndt und Jasha Sütterlin. Dazu konnten sich mit Michel Koch und Yannick Mayer auf Platz 5 und 9 noch zwei weitere Deutsche platzieren. Die beiden Deutschen Nikias Arndt und Michel Koch konnten sich beide bereits zum zweiten Mal in Folge in den Top 10, Arndt sogar in der Top 3, platzieren. Die dritte Etappe brachte eine Dänischen Doppelsieg durch Emil Soeberg Hovmand und Lasse Norman Hansen vor dem Deutschen Nikias Arndt. Während sich Lasse Norman Hansen zum zweiten Mal in Folge und der Niederländer Bas Krauwel und der Russe Ivan Savitskiy sich zum zweiten Mal insgesamt in den Top 10 platzieren konnten errang Nikias Arndt bereits den dritten Top-3-Platz in Folge. Die abschließende vierte Etappe konnte der Deutsche Nikias Arndt der damit auch bei der vierten Etappe ein Top-3-Resultat holte, vor dem Belgier Jorne Carolus und dem ebenfalls Deutschen Daniel Klemme gewinnen. Der Niederländer Bas Krauwel konnte sich zum zweiten Mal in Folge und dritten Mal insgesamt, die beiden Deutschen Alexander Krieger und Simon Nuber sich zum zweiten Mal in Folge und insgesamt und der Deutsche Daniel Klemme und Jorne Carolus konnten sich zum zweiten Mal insgesamt in den Top 10 platzieren.
In der Gesamtwertung gab es einen Dänischen Doppelsieg von Lasse Norman Hansen und Emil Soeberg Hovmand vor den drei Deutschen Nikias Arndt, Jasha Sütterlin und Michel Koch. Dänen und Deutsche, zu denen noch Michael Valgren und Yannick Mayer gehörten, besetzten 7 der Top-10-Plätze der Gesamtwertung. Dazu kamen die beiden Belgier Guillaume Van Keirsbulck und Kevin De Jonghe sowie der Niederländer Rune van der Meijden.

## Etappen
| Etappe    | Tag      | Etappensieger            | Führender           |
| --------- | -------- | ------------------------ | ------------------- |
| 1. Etappe | 24. Juli | Bas Krauwel              |                     |
| 2. Etappe | 25. Juli | Guillaume Van Keirsbulck |                     |
| 3. Etappe | 25. Juli | Emil Soeberg Hovmand     |                     |
| 4. Etappe | 26. Juli | Nikias Arndt             | Lasse Norman Hansen |

### 1. Etappe
| Platz | Athlet           | Zeit       |
| ----- | ---------------- | ---------- |
| 1     | Bas Krauwel      | 1:36:59 h  |
| 2     | Nikias Arndt     | gl. Zeit   |
| 3     | Ron Pfeifer      | gl. Zeit   |
| 4     | Philip Lindau    | gl. Zeit   |
| 5     | Ivan Savitskiy   | gl. Zeit   |
| 6     | Mark Džamastagič | gl. Zeit   |
| 7     | Jorne Carolus    | + 0:11 min |
| 8     | Michel Koch      | gl. Zeit   |
| 9     | Daniel Klemme    | gl. Zeit   |
| 10    | Christopher Hatz | gl. Zeit   |

### 2. Etappe
| Platz | Athlet                   | Zeit       |
| ----- | ------------------------ | ---------- |
| 1     | Guillaume Van Keirsbulck | 11:22 min  |
| 2     | Nikias Arndt             | gl. Zeit   |
| 3     | Jasha Sütterlin          | + 0:01 min |
| 4     | Lasse Norman Hansen      | + 0:03 min |
| 5     | Michel Koch              | + 0:04 min |
| 6     | Kevin De Jonghe          | + 0:06 min |
| 7     | Michael Valgren          | + 0:13 min |
| 8     | Rune van der Meijden     | + 0:17 min |
| 9     | Yannick Mayer            | + 0:20 min |
| 10    | Stian Saugstad           | + 0:21 min |

### 3. Etappe
| Platz | Athlet               | Zeit       |
| ----- | -------------------- | ---------- |
| 1     | Emil Soeberg Hovmand | 2:14:40 h  |
| 2     | Lasse Norman Hansen  | gl. Zeit   |
| 3     | Nikias Arndt         | + 0:42 min |
| 4     | Bas Krauwel          | gl. Zeit   |
| 5     | Alexander Krieger    | gl. Zeit   |
| 6     | Bram Berkhout        | gl. Zeit   |
| 7     | Ivan Savitskiy       | gl. Zeit   |
| 8     | Blaž Bogataj         | gl. Zeit   |
| 9     | Simon Nuber          | gl. Zeit   |
| 10    | Kirill Yatsevich     | gl. Zeit   |

### 4. Etappe
| Tageswertung | Tageswertung        | Tageswertung | Gesamtwertung | Gesamtwertung            | Gesamtwertung |
| Platz        | Athlet              | Zeit         | Platz         | Athlet                   | Zeit          |
| ------------ | ------------------- | ------------ | ------------- | ------------------------ | ------------- |
| 1            | Nikias Arndt        | 2:43:40 h    | 1             | Lasse Norman Hansen      | 6:46:36 h     |
| 2            | Jorne Carolus       | gl. Zeit     | 2             | Emil Soeberg Hovmand     | + 0:27 min    |
| 3            | Daniel Klemme       | gl. Zeit     | 3             | Nikias Arndt             | + 0:29 min    |
| 4            | Bas Krauwel         | gl. Zeit     | 4             | Jasha Sütterlin          | + 0:44 min    |
| 5            | Alexander Krieger   | gl. Zeit     | 5             | Michel Koch              | + 0:46 min    |
| 6            | Michael Schwarzmann | gl. Zeit     | 6             | Guillaume Van Keirsbulck | + 0:47 min    |
| 7            | Michael Schmidt     | gl. Zeit     | 7             | Kevin De Jonghe          | + 0:53 min    |
| 8            | Simon Nuber         | gl. Zeit     | 8             | Michael Valgren          | + 1:00 min    |
| 9            | Marcus Nicolai      | gl. Zeit     | 9             | Rune van der Meijden     | + 1:04 min    |
| 10           | Jurgen van Trijp    | gl. Zeit     | 10            | Yannick Mayer            | + 1:07 min    |